# Zimtbrauner Borstenscheibling
Der Zimtbraune Borstenscheibling (Hymenochaete cinnamomea) ist eine Ständerpilzart aus der Familie der Borstenscheiblingsverwandten (Hymenochaetaceae). Er bildet weiche, krustige Fruchtkörper aus, die auf der Rinde von Haselsträuchern (Corylus avellana) und anderen Laubhölzern wachsen. Der Zimtbraune Borstenscheibling besitzt ein holarktisches Artareal, das zudem auch noch Neuseeland umfasst.

## Merkmale

### Makroskopische Merkmale
Der Zimtbraune Borstenscheibling besitzt weiche, krustenartige Fruchtkörper, die direkt an der Rinde des Wirtsholzes anhaften und mehrere Dezimeter lang werden können. Zunächst wachsen sie ihn mehreren kleinen Flecken, mit zunehmendem Alter fließen sie zu einem geschichteten Teppich zusammen, der Längen von bis zu einem Meter erreichen kann. Das Hymenium ist leuchtend orange bis rostbraun und dünnt zum Rand hin aus, wo es faserig wird.

### Mikroskopische Merkmale
Die Art verfügt über zahlreiche, rostbraune Seten von 100–140 × 6–9 µm in der Fruchtschicht. Ihre Hyphen sind 4–5 µm breit und einfach septiert. Die Sporen des Zimtbraunen Borstenscheiblings werden rund 6,7–7,2 × 2,7–3 µm groß und sind schmalellipsoid. Der Zimtbraune Borstenscheibling hat eine monomitische Trama und unbeschnallten Septen. 

## Verbreitung
Die bekannte Verbreitung der Art umfasst weite Teile der Holarktis. In Neuseeland wurde der Zimtbraune Borstenscheibling vom Menschen eingeschleppt.

## Ökologie
Der Zimtbraune Borstenscheibling kommt in Hasel-Vorwäldern, Haselgebüschen oder auch in Schlehenbüschen an warmen, geschützten Standorten vor. In der Regel erscheinen die Fruchtkörper das ganze Jahr über auf stehenden oder auf der Unterseite liegender Stämmchen. Vorwiegende Substrate sind Haselstrauch (Corylus avellanus), Grün-Erle (Alnus alnobetula) und Salix planifolia. 